# Ecuaciones del telegrafista
Las ecuaciones del telegrafista (o ecuaciones telegráficas) son un conjunto de ecuaciones diferenciales parciales lineales que describen el voltaje y corriente en una línea de transmisión eléctrica, dependiendo de la distancia y el tiempo. Las ecuaciones fueron desarrolladas por Oliver Heaviside quién desarrolló el modelo de línea de transmisión a partir de agosto de 1876, On the Extra Current.: 66–67  El modelo demuestra que las ondas electromagnéticas pueden ser reflejadas en el cable, y que patrones ondulatorios pueden formarse a lo largo de la línea.
La teoría aplica a líneas de transmisión de todas las frecuencias que incluyen corriente directa y de alta frecuencia. Originalmente desarrolladas para describir cables de telégrafo, la teoría también puede ser aplicada a conductores de frecuencia radiofónica, frecuencia de audio (como líneas telefónicas), frecuencia baja (como líneas eléctricas), y pulsos de corriente directa. También pueden emplearse para modelar eléctricamente antenas radiofónicas como líneas de transmisión truncadas.: 7–10  : 232 

## Componentes distribuidos

Representación esquemática de los componentes elementales de una línea de transmisión.

Las ecuaciones telegráficas, como el resto de ecuaciones que describen fenómenos eléctricos, provienen de las ecuaciones de Maxwell. En una aproximación más práctica, asumen que los cables están formados por una serie infinita de cuadripolos elementales, cada uno representando un corto segmento infinitesimal corto de la línea de transmisión:
- La resistencia distribuida {\displaystyle R} de los conductores está representada por un resistor en serie (expresado en ohmios por longitud de unidad).  En términos prácticos, a frecuencias más altas, {\displaystyle R} aumenta de forma aproximadamente proporcional a la raíz cuadrada de la frecuencia debido al efecto de piel.
- La inductancia distribuida {\displaystyle L} (debido al campo magnético alrededor de los cables, auto-inductancia, etc.) está representado por un inductor en serie (henrios por longitud de unidad).
- La capacitancia {\displaystyle C} entre los dos conductores está representado por un capacitor en paralelo C (faradios por longitud de unidad).
- La conductancia {\displaystyle G} del material dieléctrico separando los dos conductores está representada por un resistor en paralelo entre el cable de señal y el cable de regreso (siemens por longitud de unidad). Este resistor en el modelo tiene una resistencia de {\displaystyle 1/G} ohmios. {\displaystyle G} tiene en cuenta tanto la conductividad del dieléctrico como la pérdida dieléctrica.  Si el dieléctrico es un vacío ideal, entonces .{\displaystyle G\equiv 0}

El modelo consta de una serie infinita de los elementos infinitesimales mostrados en la figura, y que los valores de los componentes están especificados por longitud de unidad así que la imagen del componente puede ser malinterpretada. Una notación alternativa es usar {\displaystyle R'}, {\displaystyle L'}, {\displaystyle C'}, y {\displaystyle G'} para enfatizar que los valores son derivados respecto a longitud. Estas cantidades también pueden ser conocidas como las constantes de línea primarias para distinguirlas de las constantes de línea secundarias derivadas de ellos, siendo estas la impedancia característica, el coeficiente de propagación, la constante de atenuación y la constante de fase. Todas estas constantes son constantes respecto del tiempo, el voltaje y la corriente. Pueden ser funciones no constantes de frecuencia.

### Valores de parámetros primarios para un cable telefónico
Valores representativos para un cable telefónico de sección 24 de polietileno aislado (PIC) a una temperatura de 70 °F (294 K)
| Frecuencia | R      | R         | L      | L          | G       | G          | C     | C          |
| Hz         | Ω⁄km   | Ω⁄1000 ft | mH⁄km  | mH⁄1000 ft | µS⁄km   | µS⁄1000 ft | nF⁄km | nF⁄1000 ft |
| ---------- | ------ | --------- | ------ | ---------- | ------- | ---------- | ----- | ---------- |
| 1 Hz       | 172.24 | 52.50     | 0.6129 | 0.1868     | 0.000   | 0.000      | 51.57 | 15.72      |
| 1 kHz      | 172.28 | 52.51     | 0.6125 | 0.1867     | 0.072   | 0.022      | 51.57 | 15.72      |
| 10 kHz     | 172.70 | 52.64     | 0.6099 | 0.1859     | 0.531   | 0.162      | 51.57 | 15.72      |
| 100 kHz    | 191.63 | 58.41     | 0.5807 | 0.1770     | 3.327   | 1.197      | 51.57 | 15.72      |
| 1 MHz      | 463.59 | 141.30    | 0.5062 | 0.1543     | 29.111  | 8.873      | 51.57 | 15.72      |
| 2 MHz      | 643.14 | 196.03    | 0.4862 | 0.1482     | 53.205  | 16.217     | 51.57 | 15.72      |
| 5 MHz      | 999.41 | 304.62    | 0.4675 | 0.1425     | 118.074 | 35.989     | 51.57 | 15.72      |

Tablas más completas y para otras secciones, temperaturas y tipos de cable pueden ser encontradas en Reeve.
Chen da el mismo dato en una forma parametrizada que declara es utilizable hasta 50 MHz.
La variación de {\displaystyle R} y {\displaystyle L} es principalmente debido a efecto de piel y efecto proximidad.
La constancia de la capacitancia es una consecuencia de un diseño intencionado.
La variación de G puede ser inferida de Terman: “El factor de poder ... Tiende para ser independiente de frecuencia, desde la fracción de la energía perdida durante cada ciclo ... Es sustancialmente independiente del número de ciclos por segundo sobre gamas de frecuencia ancha.”
Una función de la forma
con cercano  a 1.0 cabría Terman  declaración.{\displaystyle G(f)=G_{1}\left({\frac {f}{f_{1}}}\right)^{g_{\mathrm {e} }}}{\displaystyle g_{\mathrm {e} }} Chen  Da una ecuación de forma similar.
G puede ser modelado bien con:
{\displaystyle f_{1}=1\;\mathrm {MHz} }
{\displaystyle G_{1}=29.11\;\mathrm {\mu S/km} =8.873\;\mathrm {\mu S/{1000ft}} }
{\displaystyle g_{\mathrm {e} }=0.87}
Normalmente las pérdidas resistivas crecen proporcionalmente a {\displaystyle f^{0.5}\,}y las pérdidas dieléctricas crecen proporcionalmente a {\displaystyle f^{g_{\mathrm {e} }}\,}con  {\displaystyle g_{\mathrm {e} }>0.5} tan en un altos bastante frecuencia, las pérdidas dieléctricas superarán las pérdidas resistivas. En la práctica, antes de aquel punto está logrado, una línea de transmisión con un dieléctrico mejor está utilizada. En distancia larga cable coaxial rígido, para conseguir muy abajo pérdidas dieléctricas, el dieléctrico sólido puede ser reemplazado por aire con espaciadores plásticos a intervalos para mantener el director de centro en axial.

### Las ecuaciones telegráficas
El ecuaciones telgráficas son:
{\displaystyle {\begin{aligned}{\frac {\ \partial }{\partial x}}\ V(x,t)&=-L\ {\frac {\ \partial }{\partial t}}\ I(x,t)-R\ I(x,t)\\[6pt]{\frac {\ \partial }{\partial x}}\ I(x,t)&=-C\ {\frac {\ \partial }{\partial t}}V(x,t)-G\ V(x,t)\end{aligned}}}
Pueden ser combinados para conseguir dos ecuaciones diferenciales parciales, cada cual con único uno variable dependiente, cualquiera {\displaystyle V} o {\displaystyle I\,}:
{\displaystyle {\begin{aligned}{\frac {~\ \partial ^{2}}{\partial x^{2}}}\ V(x,t)-LC\ {\frac {~\ \partial ^{2}}{\ \partial t^{2}}}\ V(x,t)&=(RC+GL)\ {\frac {\ \partial }{\partial t}}\ V(x,t)+GR\ V(x,t)\\[6pt]{\frac {~\ \partial ^{2}}{\partial x^{2}}}\ I(x,t)-LC\ {\frac {~\ \partial ^{2}}{\partial t^{2}}}\ I(x,t)&=(RC+GL)\ {\frac {\ \partial }{\partial t}}\ I(x,t)+GR\ I(x,t)\end{aligned}}}
Excepto la variable dependiente ({\displaystyle \,V} o {\displaystyle I\,}) las fórmulas son idénticas.

### Solución general para líneas de longitud finita
Si:
{\displaystyle {\hat {V}}_{in}(\omega )={\frac {1}{\sqrt {2\,\pi }}}\,\int \limits _{-\infty }^{\infty }V_{in}(t)e^{-j\,\omega \,t}\mathrm {d} t}
es la transformada de Fourier del voltaje de entrada {\displaystyle V_{in}(t)}, entonces las soluciones generales para voltaje y corriente son:
{\displaystyle V(x,t)={\frac {1}{\sqrt {2\,\pi }}}\,\int \limits _{-\infty }^{\infty }H(\omega ,x)\cdot {\hat {V}}_{in}(\omega )\,e^{j\,\omega \,t}\mathrm {d} \omega }
y
{\displaystyle I(x,t)=-{\frac {1}{\sqrt {2\,\pi }}}\,\int \limits _{-\infty }^{\infty }{\frac {1}{Z_{L}'}}\,{\frac {\partial H(\omega ,x)}{\partial x}}\,{\hat {U}}_{in}(\omega )\,e^{j\,\omega \,t}\mathrm {d} \omega }
siendo:
{\displaystyle H(\omega ,x)={\frac {\mathrm {cosh} \left((l-x)\,{\sqrt {\frac {Z_{L}'}{Z_{Q}'}}}\right)+{\frac {\sqrt {Z_{L}'\,Z_{Q}'}}{Z_{T}}}\,\mathrm {sinh} \left((l-x)\,{\sqrt {\frac {Z_{L}'}{Z_{Q}'}}}\right)}{\mathrm {cosh} \left(l\,{\sqrt {\frac {Z_{L}'}{Z_{Q}'}}}\right)+{\frac {\sqrt {Z_{L}'\,Z_{Q}'}}{Z_{T}}}\,\mathrm {sinh} \left(l\,{\sqrt {\frac {Z_{L}'}{Z_{Q}'}}}\right)}}}
Siendo la función de transferencia de la línea,
{\displaystyle Z_{L}'=j\,\omega \,L+R}
La impedancia de serie, y:
{\displaystyle Z_{Q}'={\frac {1}{j\,\omega \,C+G}}}
la impedancia shunt. El parámetro {\displaystyle l} representa la longitud total de la línea. {\displaystyle Z_{T}} es la impedancia de la terminación eléctrica. Sin terminación, {\displaystyle Z_{T}} es infinito.

## Transmisión sin pérdidas
Cuándo ωL >> R y ωC >> G, la resistencia se considera despreciable, y la línea de transmisión se considera como una estructura ideal sin pérdidas.  En este caso, el modelo depende sólo de los elementos L y C.  Las ecuaciones telegráficas entonces describen la relación entre el voltaje V y la corriente I a lo largo de la línea de transmisión, cada cual es una función de la posición x y tiempo t:
{\displaystyle V=V(x,t)}
{\displaystyle I=I(x,t)}

### Las ecuaciones para líneas de transmisión sin pérdidas
Las ecuaciones ellos constar de un par de coupled, primero-orden, ecuaciones diferenciales parciales.  La primera ecuación muestra que el voltaje inducido está relacionado al índice de tiempo-de-cambio de la corriente a través de la inductancia de cable, mientras los segundos espectáculos, de modo parecido, que el actuales dibujados por el cable capacitance está relacionado al índice de tiempo-de-cambio del voltaje.
{\displaystyle {\frac {\partial V}{\partial x}}=-L{\frac {\partial I}{\partial t}}}
{\displaystyle {\frac {\partial I}{\partial x}}=-C{\frac {\partial V}{\partial t}}}
Las ecuaciones telegráficas están desarrolladas en formas similares en las referencias siguientes: 
Kraus, 
Hayt,
Marshall,
Sadiku,
Harrington,
Karakash, y Metzger..
Estas ecuaciones pueden ser combinadas para formar dos ecuaciones ondulatorias exactas, una para el voltaje V, la otra para la corriente I:
{\displaystyle {\frac {\partial ^{2}V}{{\partial t}^{2}}}-u^{2}{\frac {\partial ^{2}V}{{\partial x}^{2}}}=0}
{\displaystyle {\frac {\partial ^{2}I}{{\partial t}^{2}}}-u^{2}{\frac {\partial ^{2}I}{{\partial x}^{2}}}=0}
Dónde
{\displaystyle u={\frac {1}{\sqrt {LC}}}}
Es la velocidad de propagación de las ondas que viajan a través de la línea de transmisión.  Para líneas de transmisión constituidas por conductores paralelos perfectos con vacío entre ellos, esta velocidad es igual a la velocidad de la luz.

### Sinusoidal en estado estacionario
En el caso de sinusoidal en estado estacionario (por ejemplo cuándo un voltaje sinusoidal puro es aplicado y han cesado los transitorios), el voltaje y corriente toma la forma de ondas sinusoidales:
{\displaystyle V(x,t)=\mathrm {Re} \{V(x)\cdot e^{j\omega t}\}}
{\displaystyle I(x,t)=\mathrm {Re} \{I(x)\cdot e^{j\omega t}\},}
Dónde {\displaystyle \omega } es la frecuencia angular de la onde en estado estacionario.  En este caso, las ecuaciones telegráficas se reducen a:
{\displaystyle {\frac {dV}{dx}}=-j\omega LI=-L{\frac {dI}{dt}}}
{\displaystyle {\frac {dI}{dx}}=-j\omega CV=-C{\frac {dV}{dt}}}
Así mismo, las ecuaciones ondulatorias se reducen a:
{\displaystyle {\frac {d^{2}V}{dx^{2}}}+k^{2}V=0}
{\displaystyle {\frac {d^{2}I}{dx^{2}}}+k^{2}I=0}
Dónde k es el número ondulatorio:
{\displaystyle k=\omega {\sqrt {LC}}={\omega  \over u}.}
Cada una de estas dos ecuaciones se encuentran en la forma unidimensional de la ecuación de Helmholtz.
En el caso ideal sin pérdidas, es posible demostrar:
{\displaystyle V(x)=V_{1}e^{-jkx}+V_{2}e^{+jkx}}
Y
{\displaystyle I(x)={V_{1} \over Z_{0}}e^{-jkx}-{V_{2} \over Z_{0}}e^{+jkx}}
Dónde {\displaystyle k} es una cantidad real que puede depender de frecuencia y{\displaystyle Z_{0}}es la impedancia característica de la línea de transmisión, el cual, para una línea ideal sin pérdidas está dada por:
{\displaystyle Z_{0}={\sqrt {L \over C}}}
Y {\displaystyle V_{1}}y {\displaystyle V_{2}} sonconstantes arbitrarias de integración, las cuales están determinadas por las dos condiciones de frontera (uno para cada fin de la línea de transmisión).
Esta impedancia no cambia a lo largo de la longitud de la línea desde entonces L y C es constante en cualquier punto en la línea, proporcionado que la cruz-sectional geometría de la constante de restos de la línea.
La línea sin pérdidas y sin distorsiones son comentadas en 
Sadiku, y Marshall,.

### Solución general
La solución general de la ecuación ondulatoria para el voltaje es la suma de una onda que viaja hacia adelante y una onda que viaja en dirección contraria:
{\displaystyle V(x,t)\ =\ f_{1}(x-ut)+f_{2}(x+ut)}
Dónde
- {\displaystyle f_{1}}y {\displaystyle f_{2}} puede ser cualquier función, y
- {\displaystyle u={\frac {1}{\sqrt {LC}}}} es la velocidad de propagación de la onda (también conocida como velocidad de fase).

f1 representa un ondulatorio viajando de izquierdo a correcto en un positivo x dirección whilst 
f2 representa un ondulatorio viajando de correcto a izquierdo. Pueda ser visto que el voltaje instantáneo en cualquier punto x en la línea es la suma  de los voltajes debido a ambas olas.
Dado que la corriente está relacionado con el voltaje V por las ecuaciones telegráficas,  podemos escribir:
{\displaystyle I(x,t)\ =\ {\frac {f_{1}(x-ut)}{Z_{0}}}-{\frac {f_{2}(x+ut)}{Z_{0}}}}

## Línea de transmisión con pérdidas

En la presencia de pérdidas la solución del Telegrapher la ecuación tiene ambos damping y dispersión, tan visible cuándo comparado con la solución de una ecuación Ondulatoria.

Cuándo los elementos de pérdida R y G no es insignificante, las ecuaciones diferenciales que describen el segmento elemental de línea es
{\displaystyle {\begin{aligned}{\frac {\partial }{\partial x}}V(x,t)&=-L{\frac {\partial }{\partial t}}I(x,t)-RI(x,t)\\{\frac {\partial }{\partial x}}I(x,t)&=-C{\frac {\partial }{\partial t}}V(x,t)-GV(x,t)\\\end{aligned}}}
Por diferenciar ambas ecuaciones con respetar a x, y algunos manipulación algebraica,  obtenemos un par de ecuaciones diferenciales parciales hiperbólicas cada implicando sólo uno desconocido:
{\displaystyle {\begin{aligned}{\frac {\partial ^{2}}{{\partial x}^{2}}}V&=LC{\frac {\partial ^{2}}{{\partial t}^{2}}}V+(RC+GL){\frac {\partial }{\partial t}}V+GRV\\{\frac {\partial ^{2}}{{\partial x}^{2}}}I&=LC{\frac {\partial ^{2}}{{\partial t}^{2}}}I+(RC+GL){\frac {\partial }{\partial t}}I+GRI\\\end{aligned}}}
Estas ecuaciones #se #parecerse el homogeneous ecuación ondulatoria con plazos extras en V e I y sus primeros derivados. Estos plazos extras causan la señal a decadencia y extendido fuera con tiempo y distancia. Si la línea de tR ≪ ωLansmisión es sólo liG ≪ ωCeramente disipado (R ≪ R ≪ ωL  y G R ≪ ωL G ≪ ωC ), fuerza de señal  decadencia encima distancia como e−α x, dónde{\displaystyle \alpha \approx {\frac {R}{2Z_{0}}}+{\frac {GZ_{0}}{2}}}: 130 

## Ejemplos de patrón de la señal
Según los parámetros de la ecuación de telégrafo, los cambios de la distribución de nivel de la señal a lo largo de la longitud del solo-medio de transmisión dimensional puede tomar la forma de la ola sencilla, ola con decrement, o la difusión-gustar patrón de la ecuación de telégrafo. La forma de la difusión-gustar el patrón está causado por el efecto del shunt capacitance.

## Antenas
Porque las ecuaciones que gobiernan el flujo de actual en antenas de cable son idénticas al telegrapher  ecuaciones, segmentos de antena pueden ser modeled cuando dos-manera, líneas de transmisión de director solo.: 7–10  : 232  R, L, C,a antena está R, L, C,ota a seGmentos de línea múltiple, R, L, C,ada segmento habiendo aproximadamente parámetros de línea primarios constantes, R, L, C, y G.
En el consejo de la antena, la transmisión-impedancia de línea es esencialmente infinita (equivalently, el admittance es casi cero) y después de una pila "breve-arriba" en el consejo, la dirección de reveses ondulatoria y flujos atrás hacia el feedpoint. La consecuencia es que el cable de antena lleva olas del feedpoint al consejo, y entonces del consejo, atrás al feedpoint. La combinación del overlapping, oppositely-dirigió las olas forman el familiares estando olas más a menudo considerados para antena práctica-construyendo. Más allá, las reflexiones parciales ocurren dentro de la antena donde nunca  hay un mismatched impedancia en el cruce de dos o más elementos, y estos reflejaron las olas también contribuyen a estar olas a lo largo de la longitud del cable(s).

## Soluciones de las ecuaciones telegráficas como componentes de circuito

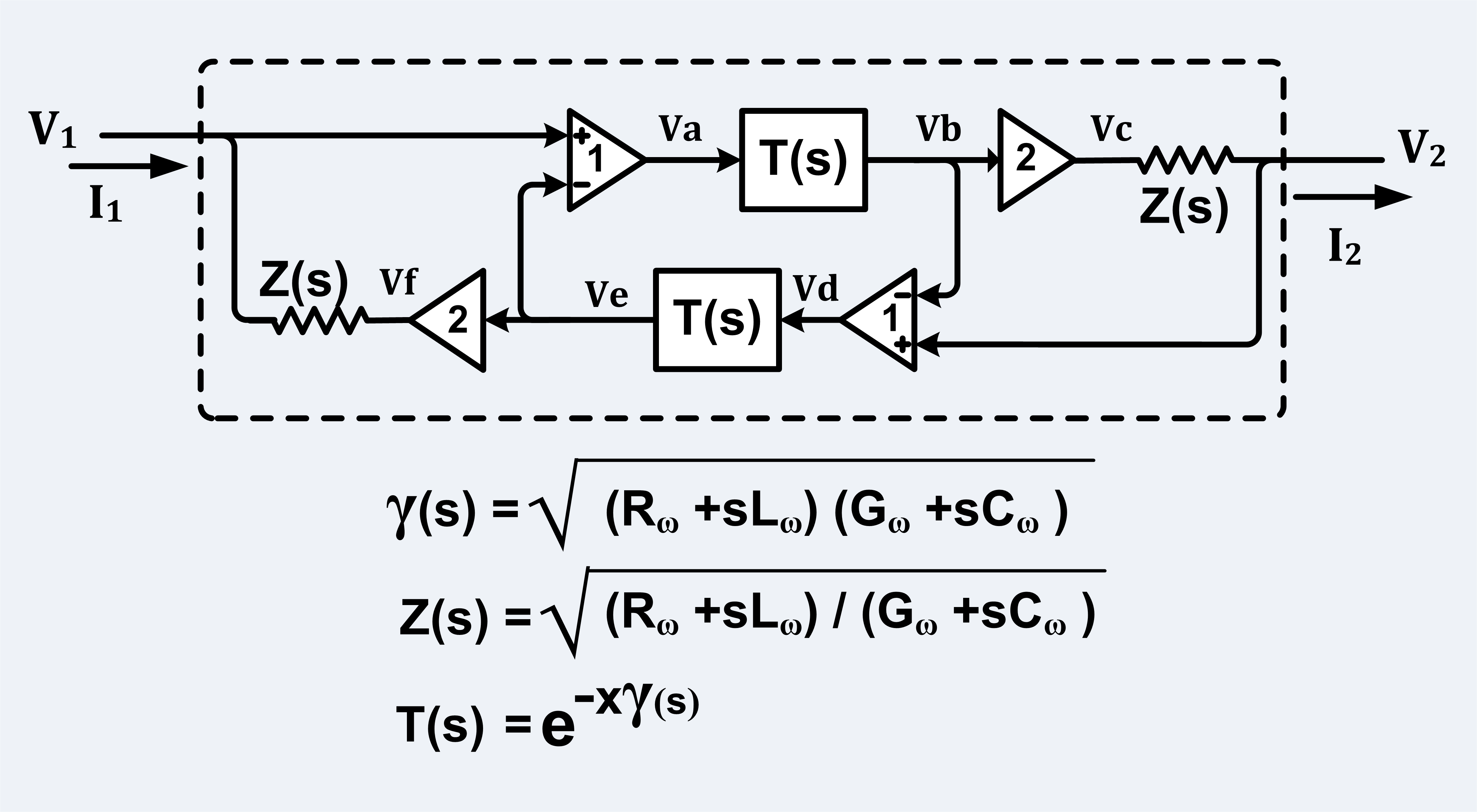
Circuito equivalente de una línea de transmisión desequilibrada (como cable coaxial) dónde: 2/Z = trans-admittance de VCCS (el voltaje Controló Fuente Actual), X = longitud de línea de transmisión, Z(s) = impedancia característica, T(s) = función de propagación, γ(s) = constante "de propagación", s = jω, j²=-1. Nota: Rω, Lω, Gω y Cω puede ser funciones de frecuencia.

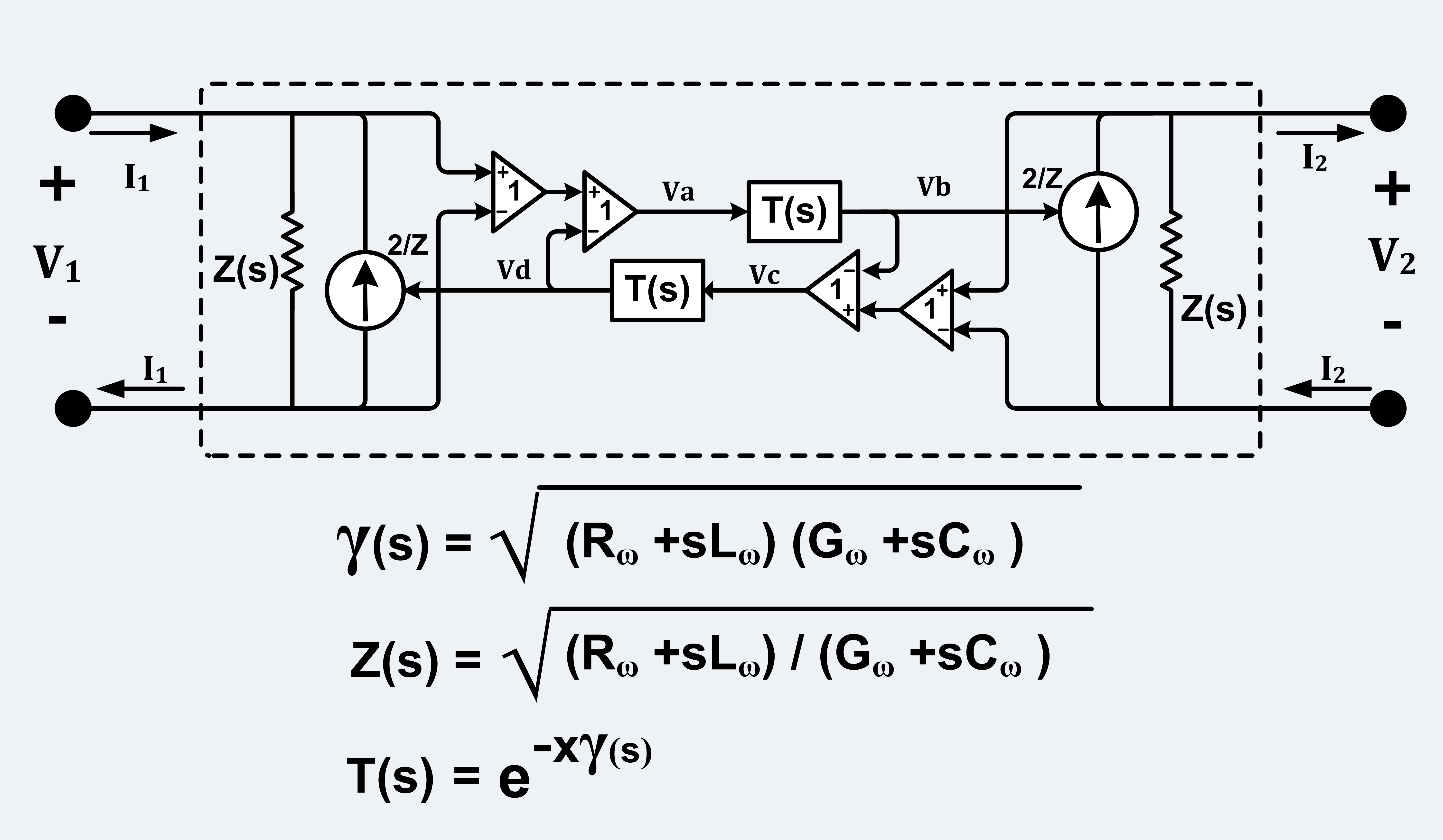
Circuito equivalente de una línea de transmisión equilibrada (como gemelo-ventaja) dónde: 2/Z = trans-admittance de VCCS (el voltaje Controló Fuente Actual), X = longitud de línea de transmisión, Z(s) = impedancia característica, T(s) = función de propagación, γ(s) = constante "de propagación", s = jω, j²=-1. Nota: Rω, Lω, Gω y Cω puede ser funciones de frecuencia.

Las soluciones del telegrapher  las ecuaciones pueden ser insertadas directamente a un circuito como componentes.  El circuito en la figura superior implementa las soluciones del telegrapher  ecuaciones.
El circuito inferior está derivado del circuito superior por transformaciones de fuente.  También implementa las soluciones del telegrapher  ecuaciones.
La solución del telegrapher  las ecuaciones pueden ser expresadas como un ABCD tipo dos-red portuaria con el siguiente definiendo ecuaciones
{\displaystyle {\begin{aligned}V_{1}&=V_{2}\cosh(\gamma x)+I_{2}Z\sinh(\gamma x)\\I_{1}&=V_{2}{\frac {1}{Z}}\sinh(\gamma x)+I_{2}\cosh(\gamma x).\\\end{aligned}}}
El ABCD tipo cuadripolo da {\displaystyle V_{1}\,}y {\displaystyle I_{1}\,} como funciones de {\displaystyle V_{2}\,} y {\displaystyle I_{2}\,}.  Ambos de los circuitos encima, cuándo solucionados para {\displaystyle V_{1}\,} y {\displaystyle I_{1}\,} como funciones de {\displaystyle V_{2}\,}y {\displaystyle I_{2}\,} cosecha exactamente las mismas ecuaciones.
En el circuito inferior, todos los  voltajes excepto los voltajes portuarios son con respetar a tierra y los amplificadores diferenciales haber unshown conexiones a tierra.  Un ejemplo de una línea de transmisión modeled por este circuito sería una línea de transmisión equilibrada  como una línea telefónica.  Las impedancias Z(s), el voltaje fuentes actuales dependientes (VDCSs) y los amplificadores de diferencia (el triángulo con el número "1") cuenta para la interacción de la línea de transmisión con el circuito externo.  El T(s) bloquea cuenta para retraso, attenuation, dispersión y pase lo que pase a la señal en transit.  Uno del T(s) los bloques lleva la ola de delantero y el otro lleva el backward ola.   El circuito, cuando descrito, es plenamente symmetric, a pesar de que no es dibujado que manera.  El circuito describió es equivalente a una línea de transmisión conectada de {\displaystyle V_{1}\,}a {\displaystyle V_{2}\,} en el sentido que {\displaystyle V_{1}\,}, {\displaystyle V_{2}\,}, {\displaystyle I_{1}\,} y {\displaystyle I_{2}} sería  mismo si este circuito o una línea de transmisión real estuvo conectado entre  {\displaystyle V_{1}\,}y {\displaystyle V_{2}\,}. No hay ninguna implicación que  hay de hecho amplificadores dentro de la línea de transmisión.
Cada dos-el cable o línea de transmisión equilibrada tiene un implícito (o en algunos casos explícitos) el tercio alambra cuáles se pueden apellidar escudo, sheath, común, Tierra o tierra.  Así que cada dos-alambrar línea de transmisión equilibrada tiene dos modos qué es nominally llamó los modos diferenciales y comunes.  El circuito mostrado en los modelos únicos inferiores el modo diferencial.
En el circuito superior, el voltaje doublers, los amplificadores de diferencia e impedancias Z(s) cuenta para la interacción de la línea de transmisión con el circuito externo. Este circuito, cuando descrito, es también plenamente symmetric, y también no dibujado que manera.  Este circuito es un equivalente útil  para una línea de transmisión desequilibrada como un cable coaxial o una línea microstrip.
Estos no son los únicos posibles circuitos equivalentes.